# Cissus trigona
Cissus trigona är en vinväxtart som beskrevs av Carl Ludwig von Willdenow och Roem. & Schult.. Cissus trigona ingår i släktet Cissus och familjen vinväxter. Inga underarter finns listade i Catalogue of Life.